# Сапрыкин, Дмитрий Анатольевич
Дмитрий Анатольевич Сапрыкин (5 июня 1960, СССР) — советский хоккеист, вратарь, воспитанник школы московского ЦСКА. Мастер спорта международного класса, заслуженный тренер России. Отец хоккеиста Олега Сапрыкина.
Выступал за московские ЦСКА (1977—1978, 1980, 12 матчей), СКА МВО (1978—1980), «Спартак» (1980—1986, 112 матчей) и ярославское «Торпедо» (1990—1991, 32 матча). Работал тренером московских СДЮШОР ЦСКА, «Спартак» и ДЮСШ «Русь».

## Достижения
- Серебряный призёр чемпионата СССР — 1981, 1982, 1983, 1984, 1986[2].
- Серебряный призёр юниорского чемпионата Европы — 1978[1].
- Чемпион мира среди молодёжных команд — 1979, 1980[1].
- Обладатель Кубка Шпенглера — 1980, 1981, 1985[1].